# Amelia Patti
Amelia Patti (Pesaro, 1er janvier 1831 - Paris, 8 décembre 1915) est une cantatrice d'opéra italienne (soprano).

## Biographie
Amelia Patti est la fille aînée des chanteurs italiens Salvatore Patti et Caterina Barili (de).
Ses frère et sœurs sont le violoniste et chef d'orchestre Carlo, la soprano Carlotta et la célèbre cantatrice Adelina Patti.
Amelia, formée par sa mère, fait ses débuts en 1848 en interprétant Abigaille dans la première américaine de Nabucco, opéra de Giuseppe Verdi à l'Astor Opera House (en) de New York .
L'année suivante, elle joue avec son père dans Roberto Devereux de Gaetano Donizetti.
En 1855, elle chante Maddalena dans la première américaine de Rigoletto de Verdi à l'Académie de musique, où son demi-frère Ettore Barili interprète le rôle principal.
En 1852, elle épouse le compositeur et l'imprésario Maurice Strakosch (it), qui a été l'imprésario de sa sœur Adelina.
Pendant ses dernières années, elle vit à Paris, où elle donne des cours de chant.
Amelia Patti a chanté en tant que soprano dramatique et mezzo soprano dans les plus grands théâtres d'opéra d'Amérique et d'Europe.

## Source
- (de) Cet article est partiellement ou en totalité issu de l’article de Wikipédia en allemand intitulé « Amelia Patti » (voir la liste des auteurs).

1. ↑  Acte de décès (avec date et lieu de naissance) à Paris 9e, vue 30/31.